# Grupo 5 de la Clasificación de UEFA para la Copa Mundial de Fútbol de 1958
El Grupo 5 de la Clasificación de UEFA para la Copa Mundial de Fútbol de 1958 contó con la participación de Austria, Luxemburgo y Países Bajos; los cuales se enfrentaron entre sí a visita recíproca para definir una de las 9.5 plazas de UEFA para la Copa Mundial de Fútbol de 1958 a celebrarse en Suecia.

## Posiciones
| Pos. | Equipo       | Pts. | PJ | G | E | P | GF | GC | Dif. | Clasificación             |
| ---- | ------------ | ---- | -- | - | - | - | -- | -- | ---- | ------------------------- |
| 1    | Austria      | 10   | 4  | 3 | 1 | 0 | 14 | 3  | +11  | Clasificado a Suecia 1958 |
| 2    | Países Bajos | 7    | 4  | 2 | 1 | 1 | 12 | 7  | +5   |                           |
| 3    | Luxemburgo   | 0    | 4  | 0 | 0 | 4 | 3  | 19 | −16  |                           |

 Fuente: FIFA

## Resultados
| 30-9-1956 | Austria                                                                       | 7 – 0   | Luxemburgo | Vienna, Austria      |                      |
|           | Hanappi 18' 25' · Walzhofer 51' · Wagner 62' 77' · Kozlicek 71' · Haummer 79' | Reporte |            | Árbitro(s): Liverani | Árbitro(s): Liverani |

| 20-3-1957 | Países Bajos                                       | 4 – 1   | Luxemburgo   | Rotterdam, Países Bajos |                      |
|           | Van der Gijp 27' 30' · Dillen 72' · Brusselers 80' | Reporte | Halsdorf 34' | Árbitro(s): Treichel    | Árbitro(s): Treichel |

| 26-5-1957 | Austria                                   | 3 – 2   | Países Bajos      | Vienna, Austria       |                       |
|           | Koller 47' · Buzek 80' · Stotz 89' (pen.) | Reporte | Van Melis 30' 32' | Árbitro(s): Schmetzer | Árbitro(s): Schmetzer |

| 11-9-1957 | Luxemburgo              | 2 – 5   | Países Bajos                                               | Rotterdam, Países Bajos |                     |
|           | Fiedler 5' · Letsch 58' | Reporte | Lenstra 15' 28' · Wilkes 26' · Van Melis 35' · Rijvers 54' | Árbitro(s): Murdoch     | Árbitro(s): Murdoch |

| 25-9-1957 | Países Bajos | 1 – 1   | Austria     | Ámsterdam, Países Bajos |                   |
|           | Lenstra 63'  | Reporte | Hanappi 29' | Árbitro(s): Ellis       | Árbitro(s): Ellis |

| 29-9-1957 | Luxemburgo | 0 – 3   | Austria                                   | Luxembourg, Luxemburgo |                    |
|           |            | Reporte | Dienst 19' · Buzek 47' · Senekowitsch 66' | Árbitro(s): Versyp     | Árbitro(s): Versyp |